# ساموید (سگ)
سامویِد (به انگلیسی: Samoyed) جزو قدیمی‌ترین سگ‌هایی است که حدوداً ۳٬۰۰۰ سال قبل میلاد مسیح قدمت دارد. ساموید نام خود را از مردم ساموید که ساکن سیبری بودند گرفته‌است؛ از این سگ برای سورتمه کشی-نگهداری و هدایت گله-نگهبانی و گرم نگه داشتن صاحبانش استفاده شده‌است. 
سگ‌های ساموید جز دستهٔ سگ‌های اشپیتز هستند (دستهٔ سگ‌های اشپیتز، دسته ای هستند که همهٔ آنها در مناطق قطبی به‌وجود آمدند و پوشش دو لایه و گوش‌هایی ایستاده دارند.)

## خصوصیات ظاهری
وزن نرها معمولاً بین ۲۵ تا ۳۵ کیلوگرم، در ماده‌ها ۲۰ تا ۲۵ کیلوگرم است. ارتفاع در نرها(۵۳–۶۰)سانتی‌متر و در ماده ها(۴۸–۵۳)سانتی‌متر است.

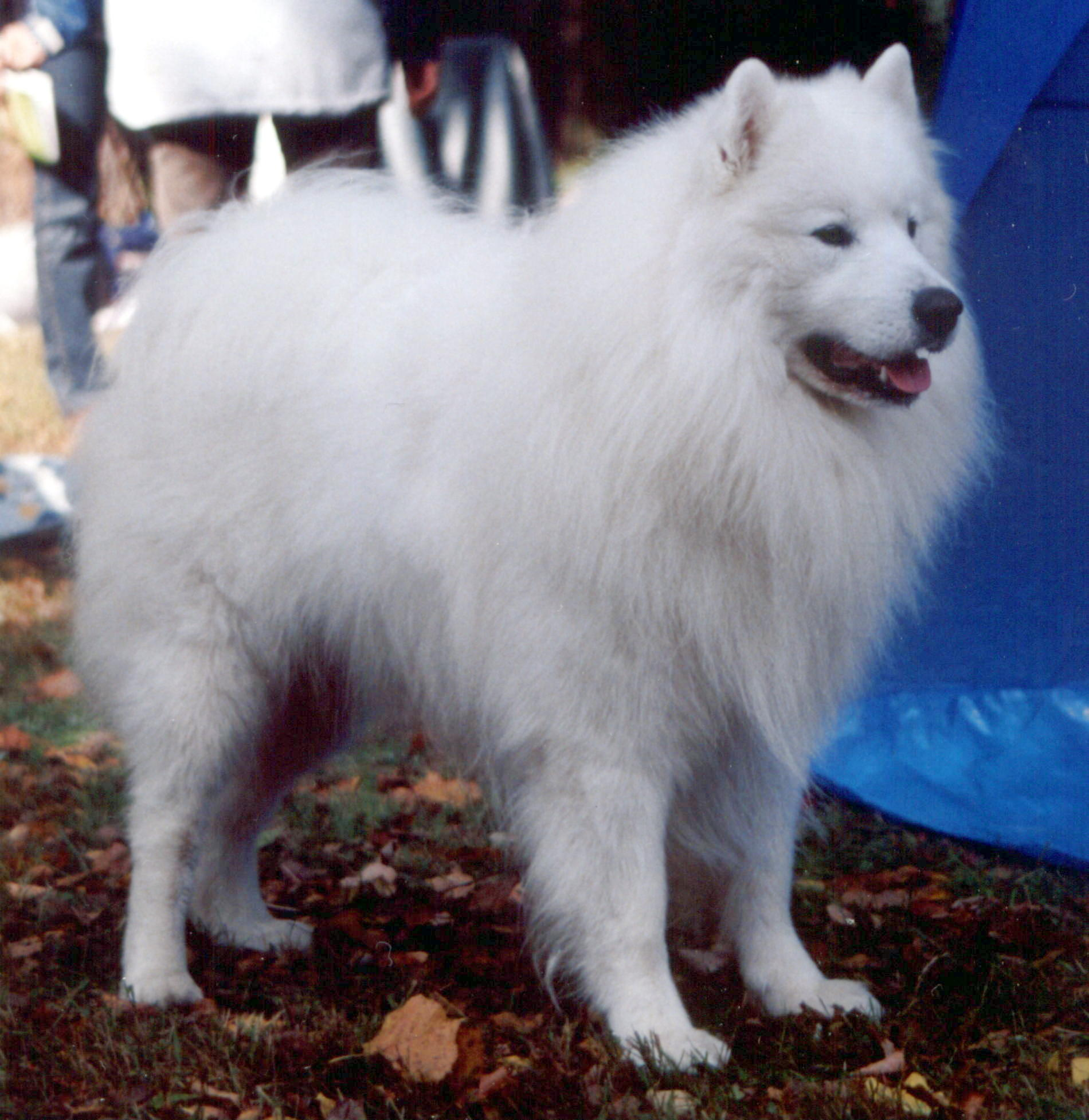
یک ساموید

### چشم‌ها
معمولاً در رنگ‌های سفید چشمها به رنگ قهوه‌ای یافت می‌شود.

### گوش‌ها
ساموید دارای گوش‌های کلفت و پوشیده از پشم است که به سمت بالا متمایل شده و مثلثی شکل می‌باشد و معمولاً اطراف و نوک گوش‌ها تیره‌تر است.

### دم
دم ساموید یکی دیگر از خصوصیاتی ست که این نژاد را از بقیهٔ نژادها متمایز می‌سازد؛ دم حیوان در واقع پیچ خورده به سمت کمر حیوان است و به پشت تکیه داده شده که در هنگام استراحت ان را صاف می‌کند و هنگام هوشیاری ان به سمت بالا می‌برد.
پوشش بدن:ساموید دارای دو لایه پوشش ضخیم است. پوشش خارجی بلند و سفید رنگ است، این پوشش لایهٔ زیرین را تمییز نگه می‌دارد. پوشش زیرین شامل پشم کوتاه و متراکم و نرم است که سگ را گرم نگه می‌دارد؛ پوشش زیرین معمولاً یک یا دو بار در سال ریزش دارد و در رنگ‌های سفید- بیسکویتی-زرد و کرم دیده می‌شود.

## خلق و خو

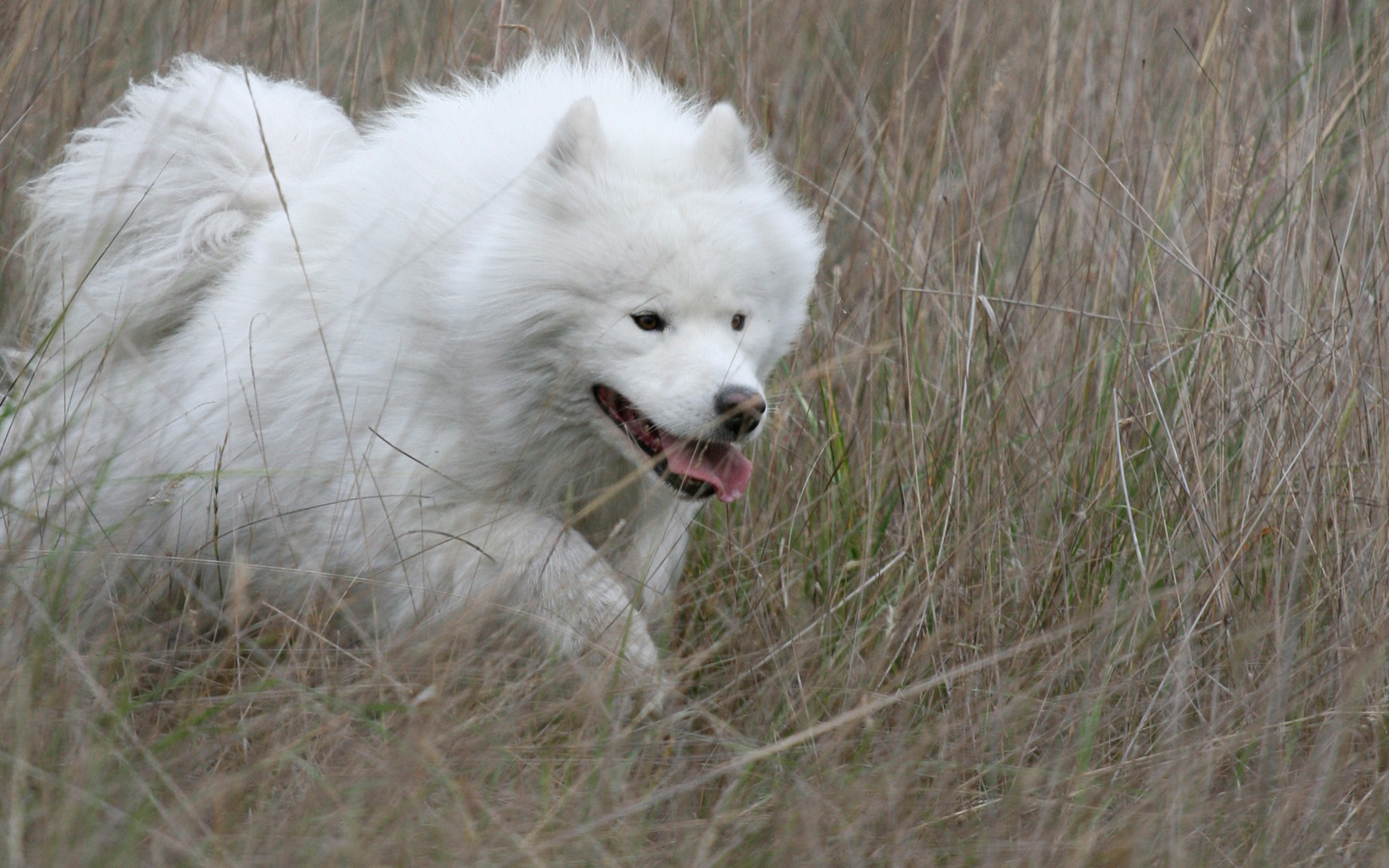
یک ساموید فعال

رفتار صمیمی و دوست داشتنی سامویدها آنها را سگ‌های محافظ ضعیفی می‌کند. یک ساموید تهاجمی بسیار نادر است. این نژاد با بیان هوشیار و شاد شناخته شده‌است که به لقب‌های «لبخند سَمی» (به انگلیسی: Sammie smile) و «سگ خندان» دست پیدا کرده‌است. با این حال با تمایل به واق واق آنها می‌توانند سگ‌های مراقب باشند و هروقت چیزی به قلمرو آنها نزدیک می‌شود واق واق می‌کنند. سامویدها، مخصوصاً برای کودکان کوچک یا حتی سگهای دیگر، همراهان بسیار خوبی هستند و تا پیری بازیگوش هستند. طبق گفته باشگاه ساموید آمریکا، وقتی سامویدها خسته شوند، ممکن است مخرب شوند یا شروع به حفاری کنند. یک ساموید با داشتن میراث سگ‌های سورتمه کش از کشیدن وسایل بیزار نیست و یک ساموید آموزش دیده مشکلی ندارد که صاحبش را با بند بکشد یا اینکه در کنار او قدم بزند.

## آموزش

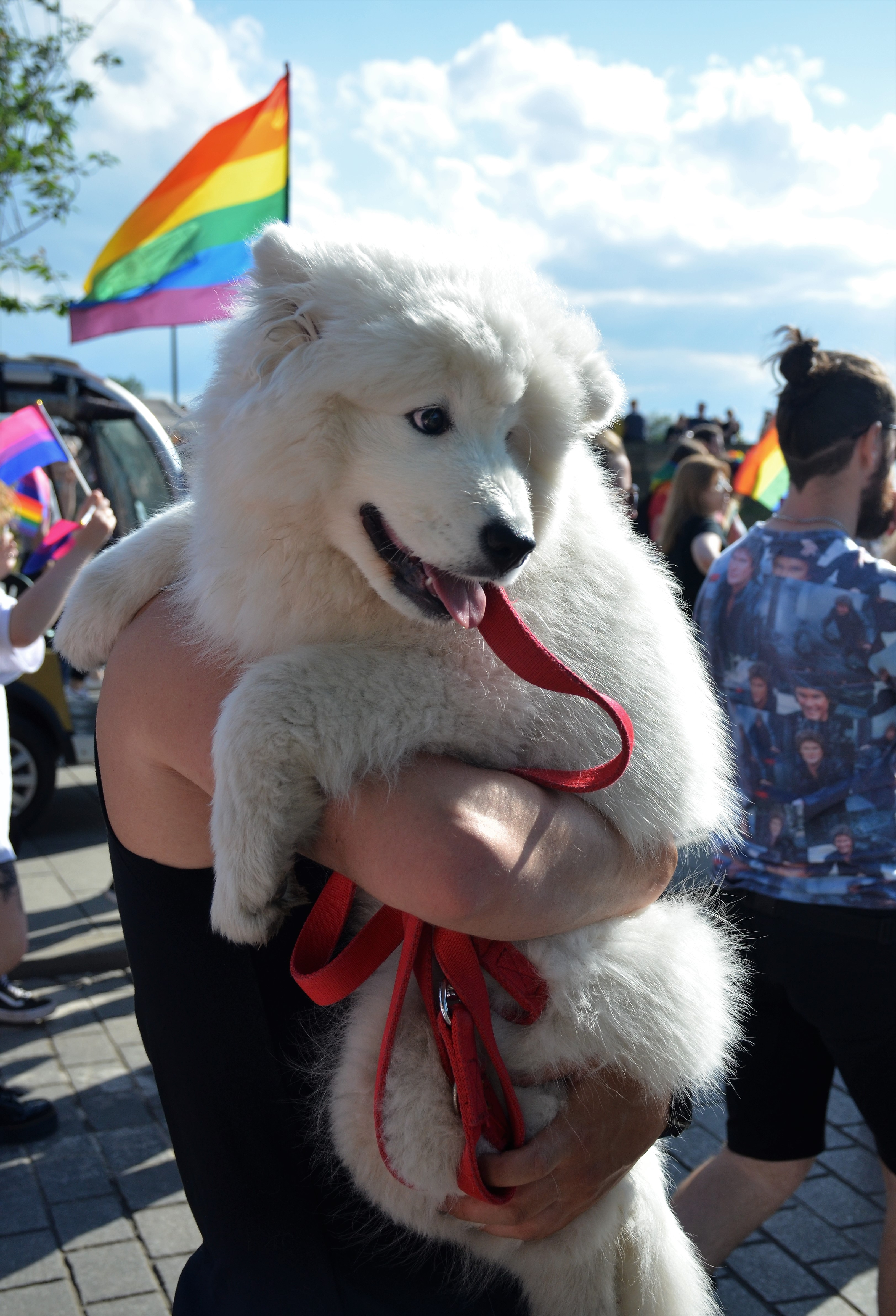

ساموید سگی باهوش است و به آسانی آموزش می‌پذیرد به شرط آنکه صبر و حوصله به خرج دهید و با او به ملایمت و گرمی برخورد کنید. آنها در دو روز آموزش هارا یاد میگرند

## طول عمر
بین 15 تا 20 سال